# Gilbert Brown
Gilbert Dawson Brown, Jr. (Harrisburg, Pensilvania, 5 de septiembre de 1987) es un exjugador de baloncesto estadonundense. Con 1,98 metros de estatura, jugaba en la posición de alero.

## Trayectoria deportiva

### Universidad
Jugó cinco temporadas con los Panthers de la Universidad de Pittsburgh, aunque en la primera de ellas, debido a varias lesiones, sólo disputó tres partidos, en las que promedió 8,1 puntos,  3,4 rebotes y 1,8 asistencias por partido,

#### Estadísticas
| Año     | Equipo              | PJ | PT | MPP  | %TC  | %3P  | %TL  | RPP | APP | ROB | TPP | PPP  |
| ------- | ------------------- | -- | -- | ---- | ---- | ---- | ---- | --- | --- | --- | --- | ---- |
| 2006–07 | Pittsburgh Panthers | 3  | 0  | 4.3  | .250 | .0   | .0   | .7  | .3  | .0  | .0  | .7   |
| 2007–08 | Pittsburgh Panthers | 37 | 15 | 22.0 | .467 | .244 | .750 | 3.1 | 1.5 | .7  | .3  | 6.5  |
| 2008–09 | Pittsburgh Panthers | 32 | 0  | 19.4 | .434 | .282 | .698 | 3.1 | 1.3 | .5  | .3  | 5.4  |
| 2009–10 | Pittsburgh Panthers | 23 | 0  | 23.7 | .497 | .396 | .714 | 3.2 | 1.8 | .5  | .2  | 10.7 |
| 2010–11 | Pittsburgh Panthers | 34 | 34 | 28.0 | .458 | .413 | .789 | 4.4 | 2.7 | .4  | .3  | 11.3 |

### Profesional
Tras no ser elegido en el Draft de la NBA de 2011, en el mes de julio firmó por una temporada con el s.Oliver Baskets de la Basketball Bundesliga alemana, pero fue despedido en noviembre, tras ocho partidos en los que promedió 4,2 puntos y 1,7 rebotes. El 12 de diciembre firmó contrato con los Boston Celtics, pero diez días más tarde fue cortado sin llegar a debutar. Una semana más tarde firmó con los Fort Wayne Mad Ants de la NBA D-League, con los que disputó 19 partidos, en los que promedió 12,2 puntos y 4,0 rebotes, siendo despedido en febrero de 2012. Ese mismo mes, fichó por el Club Sameji de la República Dominicana, y en abril se marchó a jugar con los Caciques de Humacao de la BSN puertorriqueña. Allí jugó 13 partidos como titular, promediando 18,0 puntos y 3,6 rebotes por partido.
En agosto de 2012 fichó por el Bandırma Kırmızı de la Türkiye Basketbol 1. Ligi, donde jugó 17 partidos en los que promedió 16,6 puntos y 4,0 rebotes, hasta que dejó el equipo en enero de 2013, Tras un breve paso por los Bucaneros de La Guaira, regresó a los Caciques de Humacao, donde acabó la temporada promediando 17,2 puntos y 3,7 rebotes por partido.
El 1 de noviembre de 2013 fue elegido en la decimocuarta posición del Draft de la NBA D-League por los Canton Charge, donde jugó una temporada en la que promedió 12,3 puntos y 3,6 rebotes por partido.
En julio de 2014 fue invitado por Milwaukee Bucks a disputar las Ligas de Verano de la NBA. En el mes de septiembre fichó por el Pistoia Basket 2000 de la Lega Basket Serie A italiana por una temporada, donde jugó una temporada en la que promedió 11,1 puntos y 3,6 rebotes por partido.
En agosto de 2015 fichó por el Ironi Nahariya de la Ligat ha'Al israelí, donde en su primera temporada, saliendo desde el banquillo, promedió 13,2 puntos y 4,3 rebotes por partido.